# Arisemus obandoi
Arisemus obandoi és una espècie d'insecte dípter pertanyent a la família dels psicòdids que es troba a Sud-amèrica: Colòmbia.